# Baureihe 423
De Baureihe 423 is een vierdelig elektrisch treinstel met lagevloerdeel voor het regionaal personenvervoer van de Deutsche Bahn (DB).

## Geschiedenis
Het treinstel werd door het consortium van Siemens Transportation Systems en Bombardier en DWA ontworpen, ontwikkeld en gebouwd voor S-Bahn en regionaal personenvervoer. Het treinstel van de Baureihe 424 werd ontwikkeld voor de S-Bahn Hannover. Hieruit werden de Baureihe 425 en Baureihe 426 ontwikkeld voor het regionaal personenvervoer.
Vanuit dit treinstel is de Baureihe 422 ontwikkeld.

## Constructie en techniek
Het treinstel is opgebouwd uit een aluminium frame. Door de aanwezigheid van veel deuren en de lichte bouw kunnen in korte tijd veel passagiers worden vervoerd. Het treinstel is uitgerust met luchtvering. Er kunnen tot vier eenheden gekoppeld worden.

### Nummers
De treinen zijn door de Deutsche Bahn (DB) als volgt genummerd:
- 423 001 - 423 462
- 433 001 - 433 462
- 433 501 - 433 962
- 423 501 - 423 962

## Treindiensten
De treinen zijn in gebruik op een aantal S-Bahn netten:

### S-Bahn München
De treinen zijn in gebruik op een aantal trajecten van de S-Bahn München:
- S1 Freising / Flughafen München - Flughafen München Besucherpark / Neufahrn - Oberschleißheim - M.-Feldmoching - M.-Moosach - M.-Laim - M.-Donnersbergerbrücke - M-Hbf. - M.-Karlsplatz (Stachus) - M.-Marienplatz - M.-Ostbf.
- S2 Petershausen - Dachau - M.-Allach - M.-Laim - M.-Donnersbergerbrücke - M-Hbf. - M.-Karlsplatz (Stachus) - M.-Marienplatz - M.-Ostbf. - M.-Leuchtenbergring - M.-Berg am Laim - Markt Schwaben - Erding
- S4 Mammendorf - Maisach - Gröbenzell - M.-Pasing - M.-Laim - M.-Donnersbergerbrücke - M-Hbf. - M.-Karlsplatz (Stachus) - M.-Marienplatz - M.-Ostbf. - M.-Leuchtenbergring - M.-Berg am Laim - M.-Trudering - Zorneding - Grafing Bahnhof - Ebersberg
- S5 Herrsching - Weßling - Germering-Unterpfaffenhofen - M.-Westkreuz - M.-Pasing - M.-Laim - M.-Donnersbergerbrücke - M-Hbf. - M.-Karlsplatz (Stachus) - M.-Marienplatz - M.-Ostbf. - M.-Giesing - Deisenhofen - Holzkirchen
- S6 Tutzing - Starnberg - M.-Westkreuz - M.-Pasing - M.-Laim - M.-Donnersbergerbrücke - M-Hbf. - M.-Karlsplatz (Stachus) - M.-Marienplatz - M.-Ostbf. - M.-Giesing - Höhenkirchen-Siegertsbrunn - Aying - Kreuzstraße
- S7 Wolfratshausen - Höllriegelskreuth - M.-Solln - M.-Siemenswerke - M.-Harras - M.-Heimeranplatz - M.-Donnersbergerbrücke - M-Hbf. - M.-Karlsplatz (Stachus) - M.-Marienplatz - M.-Ostbf.
- S8 Geltendorf - Grafrath - Buchenau - Fürstenfeldbruck - M.-Pasing - M.-Laim - M.-Donnersbergerbrücke - M-Hbf. - M.-Karlsplatz (Stachus) - M.-Marienplatz - M.-Ostbf. - M.-Leuchtenbergring - Ismaning - Flughafen München Besucherpark - Flughafen München
- S20 M.-Pasing - M.-Heimeranplatz - M.-Siemenswerke - M.-Solln - Deisenhofen
- S27 M-Hbf. - M.-Donnersbergerbrücke - M.-Heimeranplatz - M.-Harras - M.-Siemenswerke - M.-Solln - Deisenhofen

### S-Bahn Rhein-Main
De treinen zijn in gebruik op een aantal trajecten van de S-Bahn Rhein-Main:
- Wiesbaden ↔ Rödermark-Ober-Roden
- Niedernhausen ↔ Dietzenbach Bf
- Bad Soden ↔ Darmstadt
- Kronberg im Taunus ↔ Langen
- Friedrichsdorf ↔ Frankfurt (Main) Süd
- Friedberg (Hess) ↔ Frankfurt (Main) Süd

### S-Bahn Stuttgart
De treinen zijn in gebruik op een aantal trajecten van de S-Bahn Stuttgart:
- S1 Plochingen - Esslingen - Bad Cannstatt - Hauptbahnhof - Schwabstraße - Vaihingen - Rohr - Böblingen - Herrenberg, 59 km, Neckar-Alb-Bahn/Filstalbahn - Verbindungsbahn - Gäubahn
- S2 Schorndorf - Waiblingen - Bad Cannstatt - Hauptbahnhof - Schwabstraße - Vaihingen - Rohr - Flughafen/Messe - Filderstadt, 57 km, Remsbahn - Neckar-Alb-Bahn/Filstalbahn - Verbindungsbahn - Gäubahn - Bahnstrecke Stuttgart-Rohr - Filderstadt
- S3 Backnang - Waiblingen - Bad Cannstatt - Hauptbahnhof - Schwabstraße - Vaihingen - Rohr - Flughafen/Messe, 50 km, Murrbahn - Remsbahn - Neckar-Alb-Bahn/Filstalbahn - Verbindungsbahn - Gäubahn - Bahnstrecke Stuttgart-Rohr - Filderstadt
- S4 Schwabstraße - Hauptbahnhof - Zuffenhausen - Ludwigsburg - Marbach (Neckar), 27 km, Verbindungsbahn - Frankenbahn - Bahnstrecke Backnang - Ludwigsburg
- S5 Schwabstraße - Hauptbahnhof - Zuffenhausen - Ludwigsburg - Bietigheim, 26 km, Verbindungsbahn - Frankenbahn
- S6 Schwabstraße - Hauptbahnhof - Zuffenhausen - Leonberg - Weil der Stadt, 35 km, Verbindungsbahn - Frankenbahn - Schwarzwaldbahn

### S-Bahn Keulen
De treinen zijn op een aantal trajecten van de S-Bahn Keulen in gebruik:
- S11 Wuppertal-Vohwinkel (spitsuren) / Düsseldorf Wehrhahn - Düsseldorf - Neuss - Köln-Nippes - Köln Hbf - Bergisch Gladbach - Wuppertal-Vohwinkel - Düsseldorf of Düsseldorf Wehrhahn - Düsseldorf, 67 km, Düsseldorf - Neuss, Neuss - Köln, Köln - Köln-Mülheim, Köln-Mülheim - Bergisch Gladbach
- S12 Düren − Horrem − Köln − Troisdorf − Siegburg/Bonn - Au (Sieg) Düren - Köln, 105 km Köln - Au Sieg
- S13 Horrem - Köln - Köln/Bonn Flughafen - Troisdorf Horrem - Köln, 45 km , Köln - Troisdorf incl. Flughafenschleife Köln

### Berlijn
Na de opening van de spoorlijn door de Nord-Süd-Tunnel inclusief Berlin Hauptbahnhof op 26 mei 2006 werd tot en met 9 juli 2006 (WK voetbal 2006) een treindienst met treinen van de Baureihe 423 en Baureihe 425 ingelegd tussen Berlin Südkreuz via de stations Berlin Potsdamer Platz en Berlin Hauptbahnhof tot station Berlin-Gesundbrunnen.
Op 20 juni 2009 werden twee treinen van BW München en twee treinen van BW Stuttgart ingezet als S 21 tussen Berlin Südkreuz via de stations Berlin Potsdamer Platz en Berlin Hauptbahnhof tot station Berlin-Gesundbrunnen. Na twee weken werd deze lijn weer opgeheven.

## Foto's

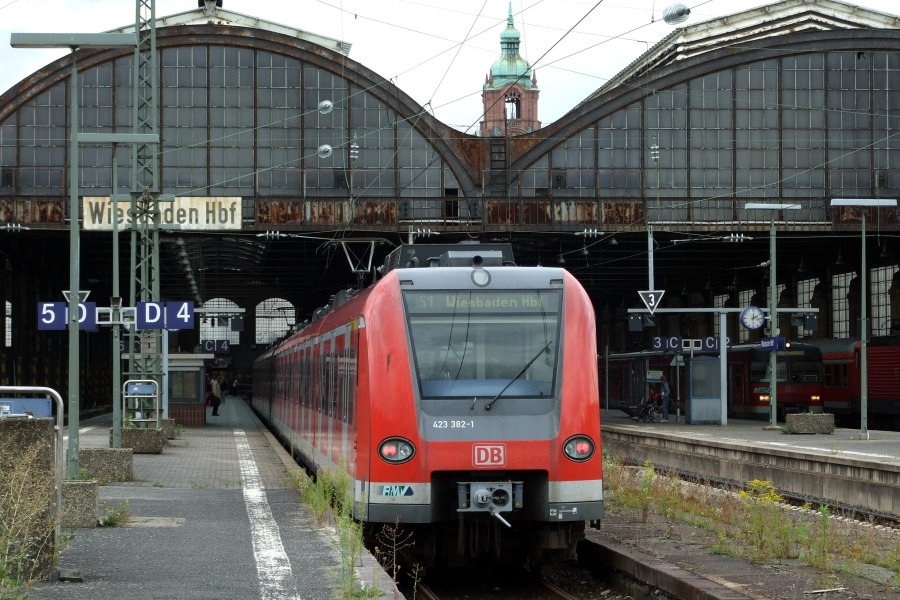
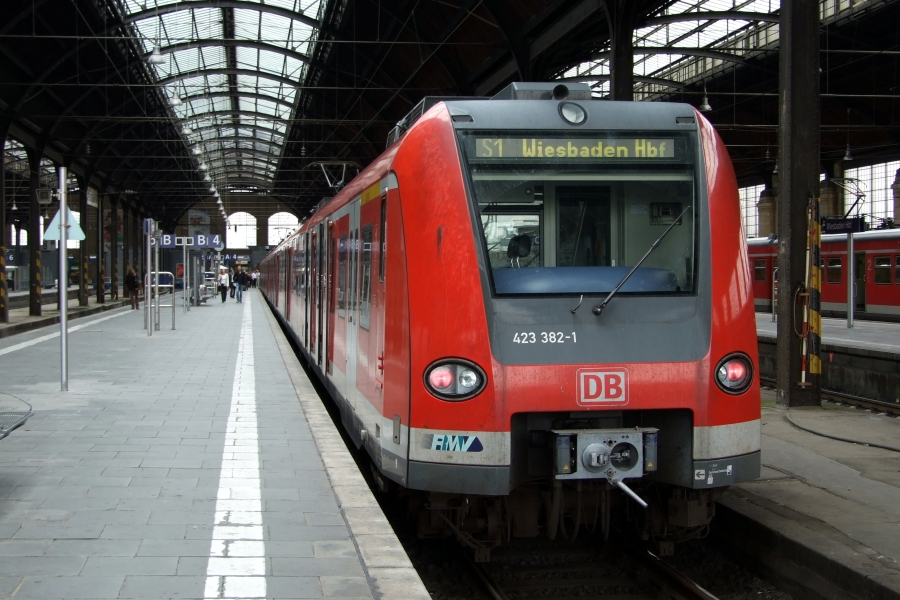
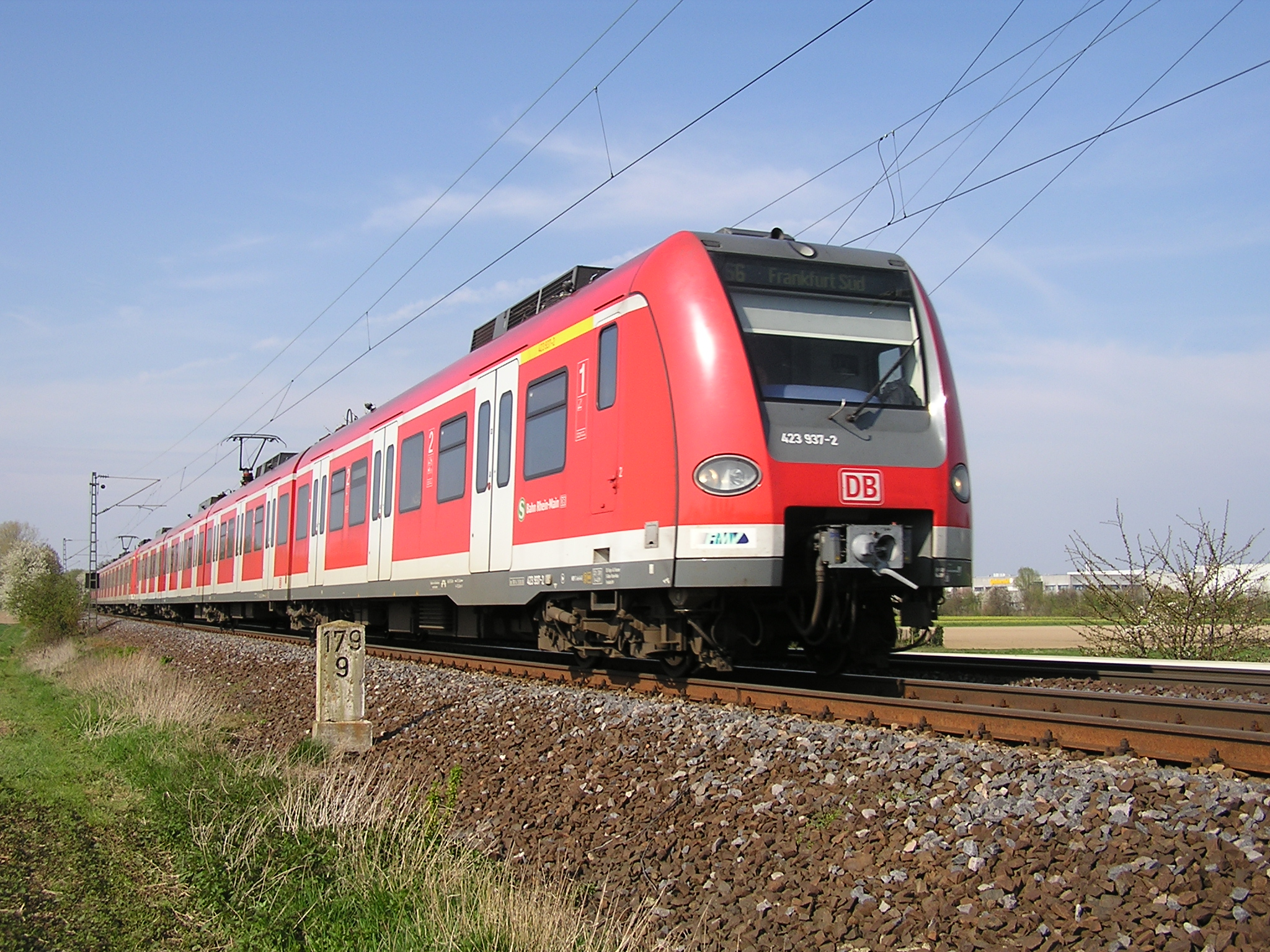
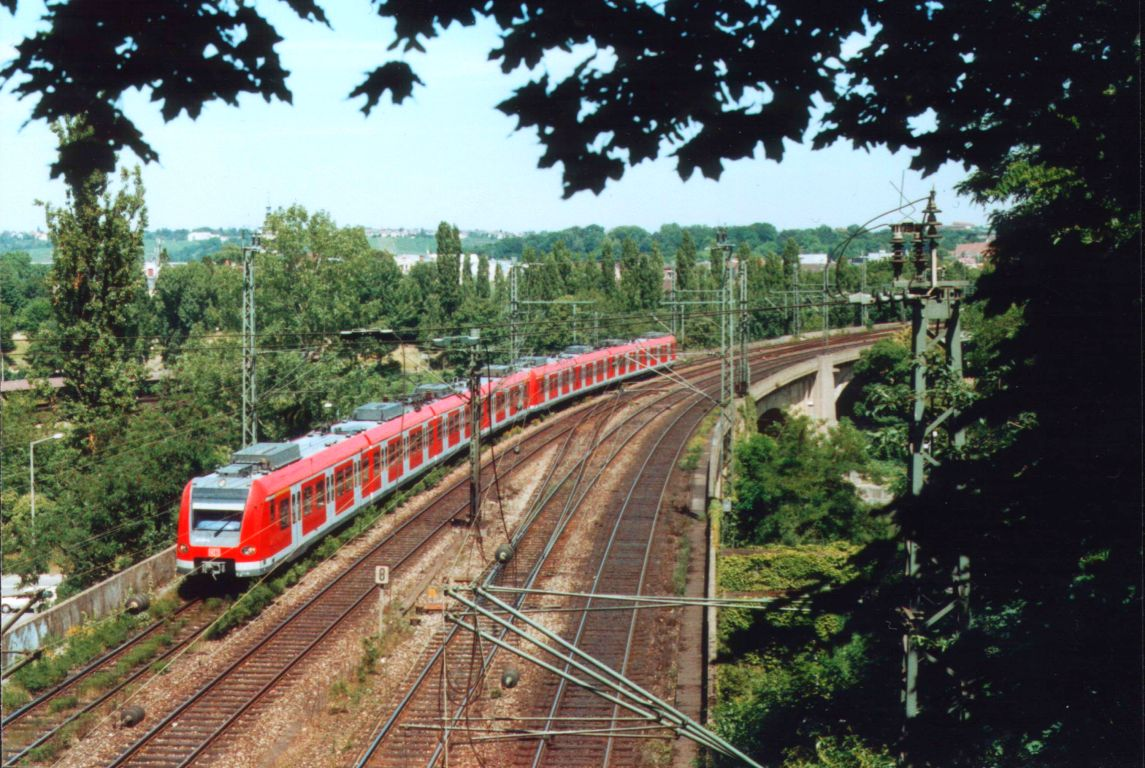
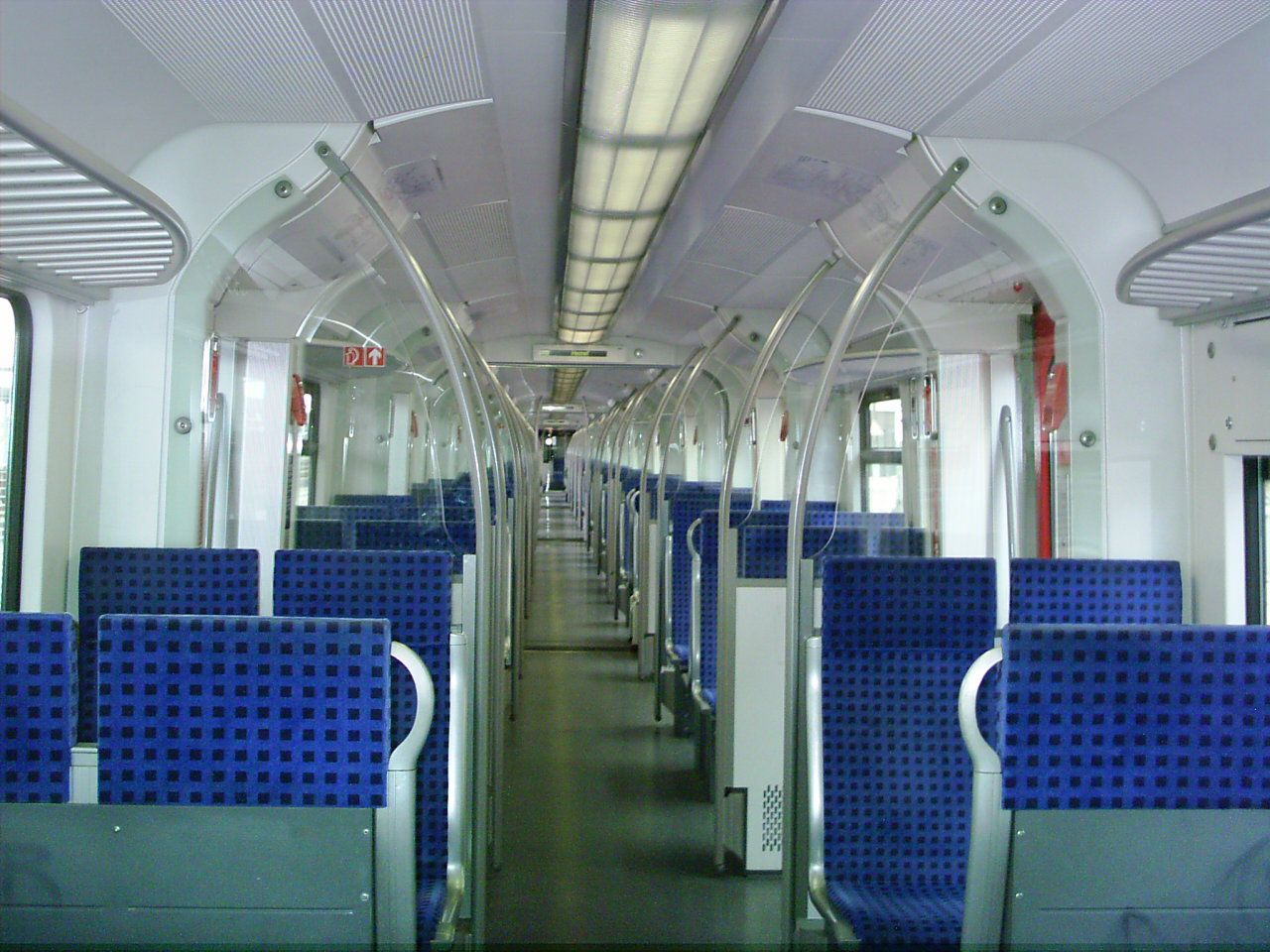
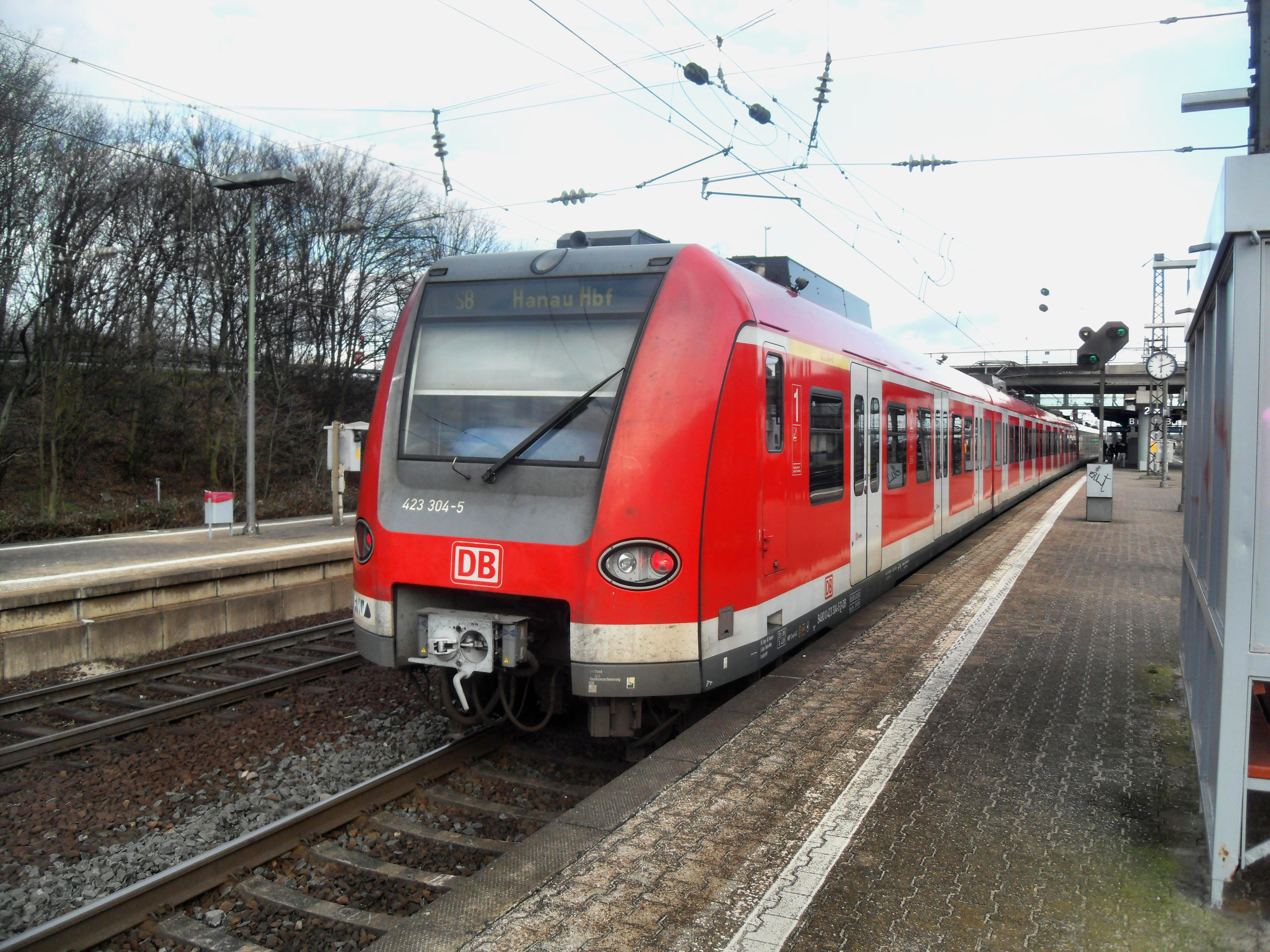
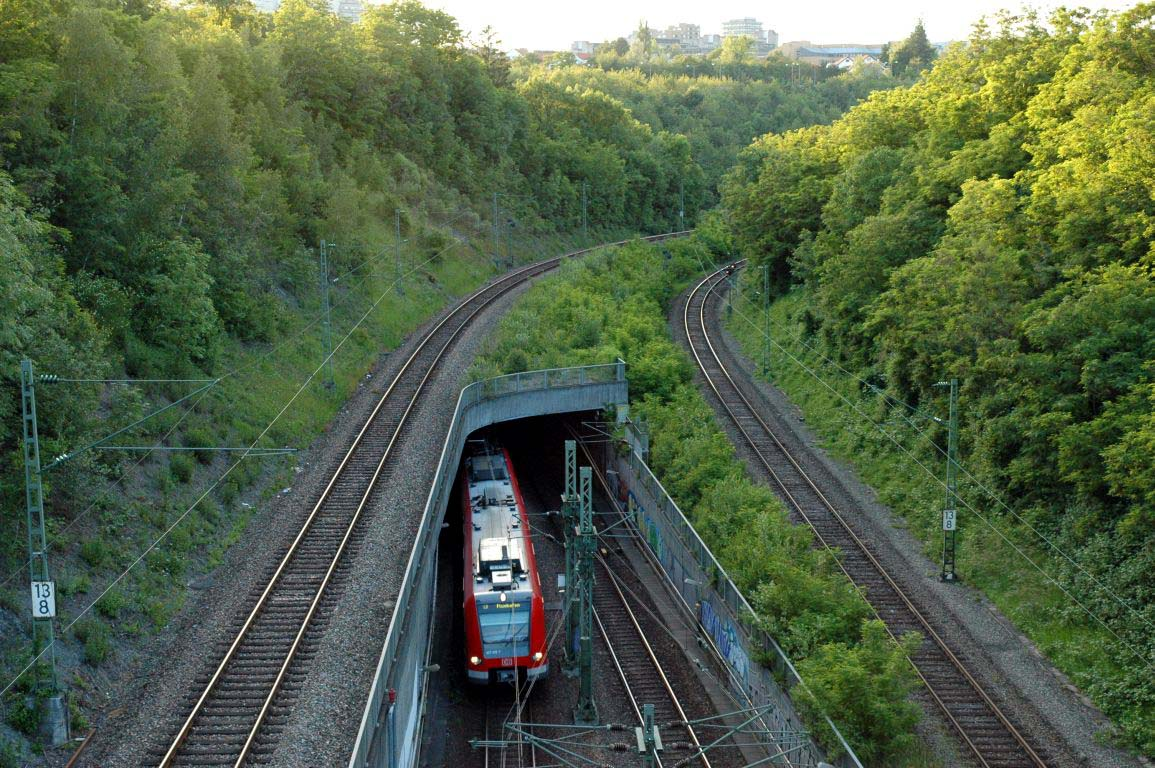
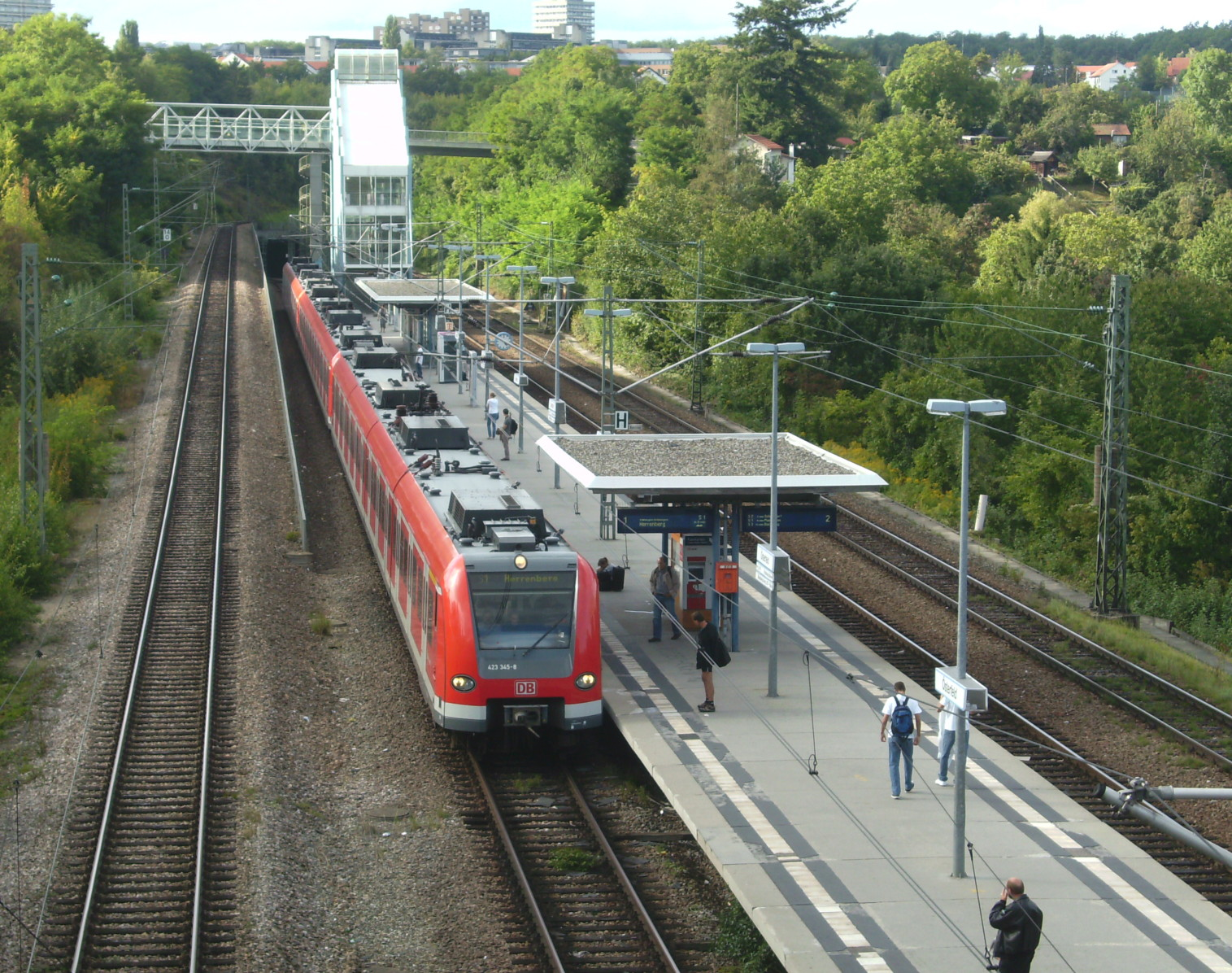
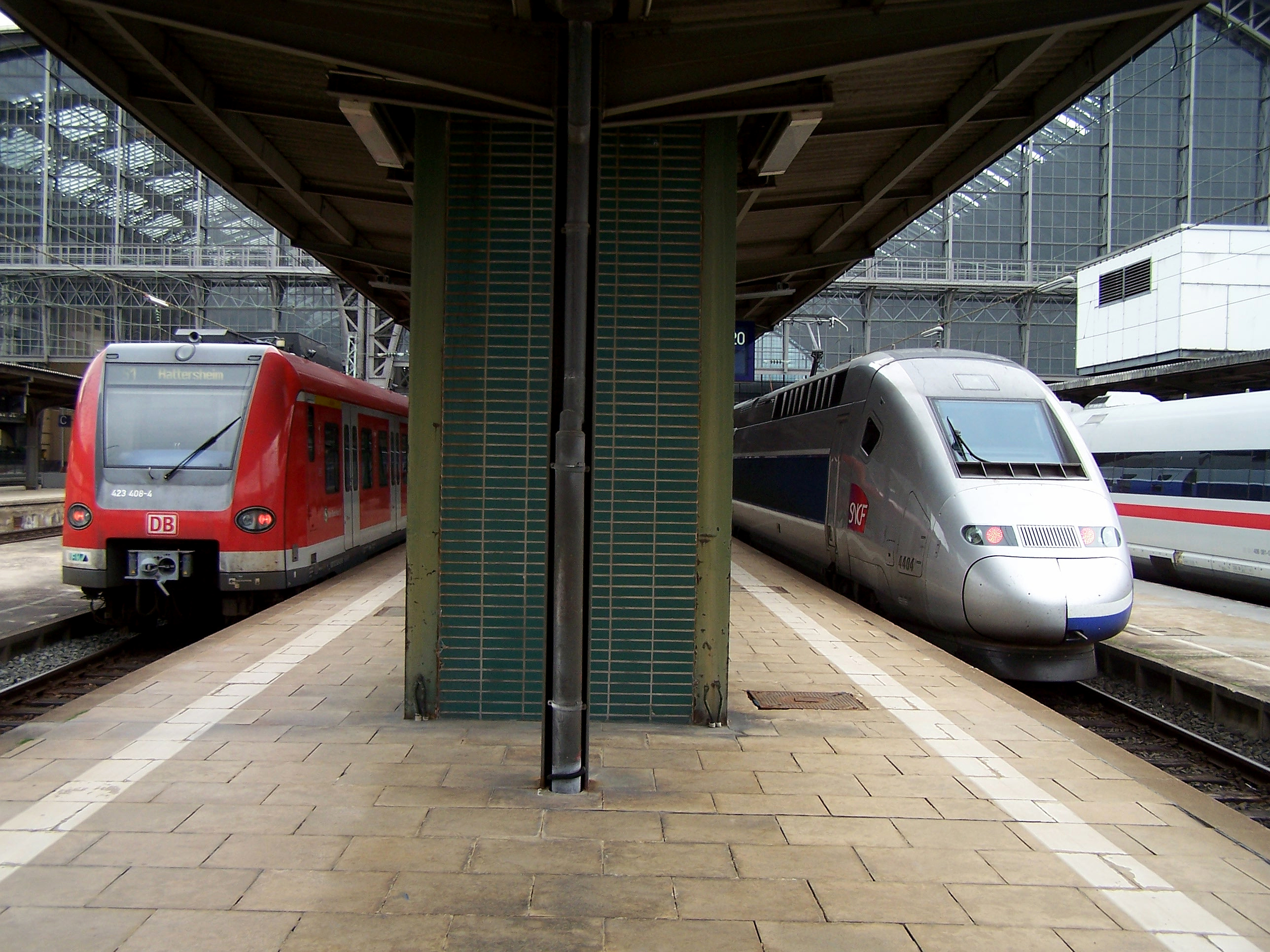
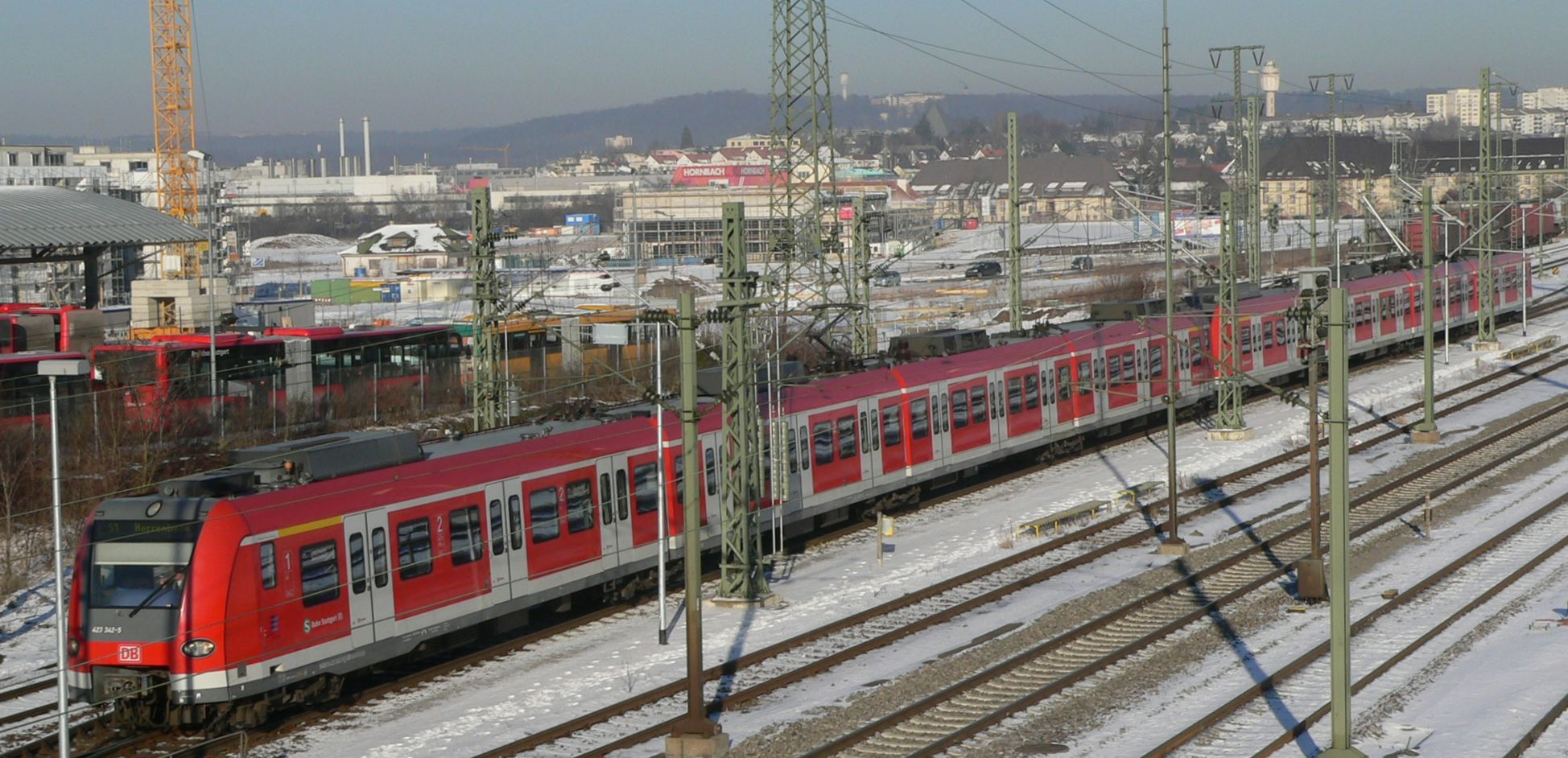
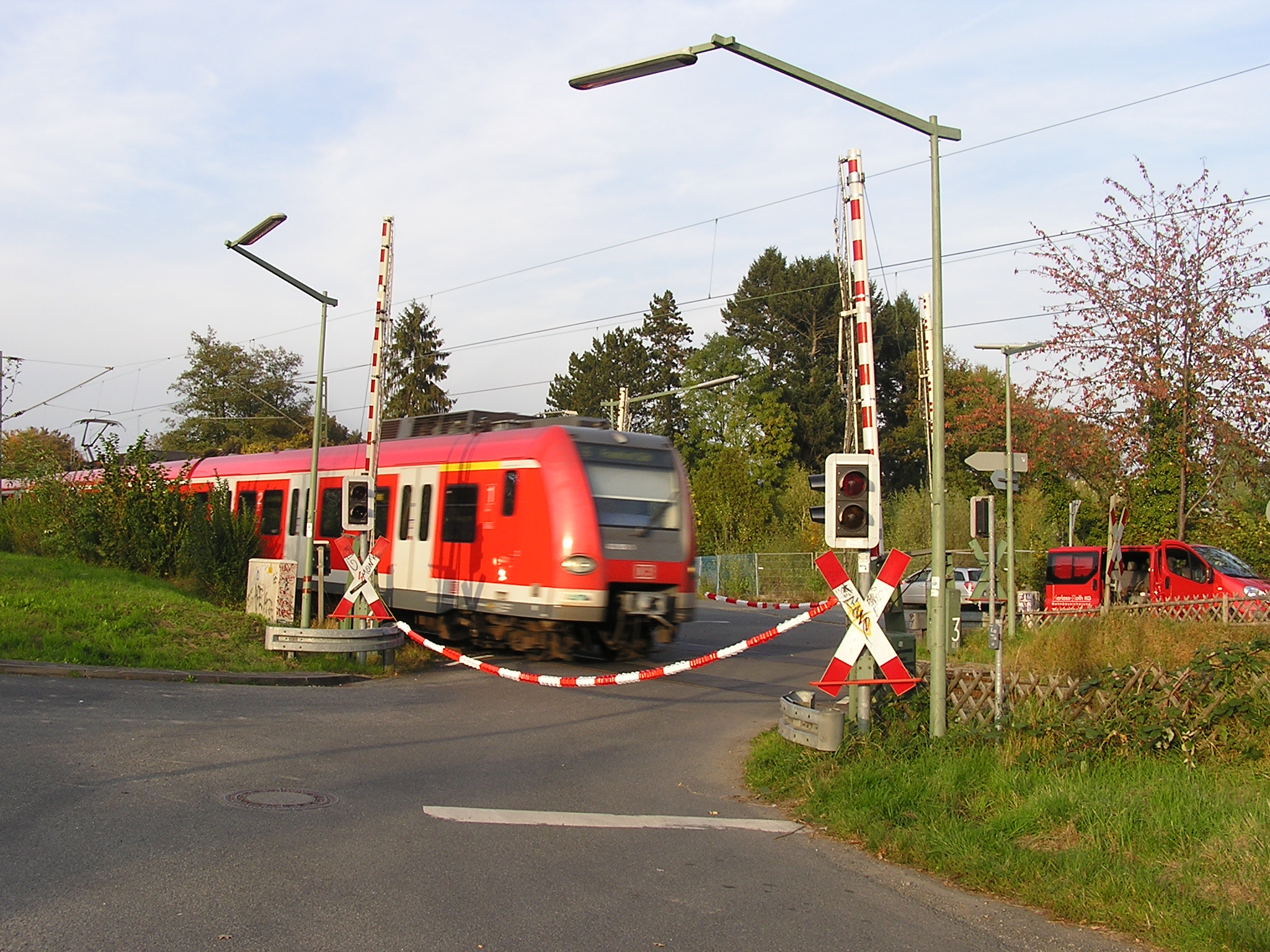
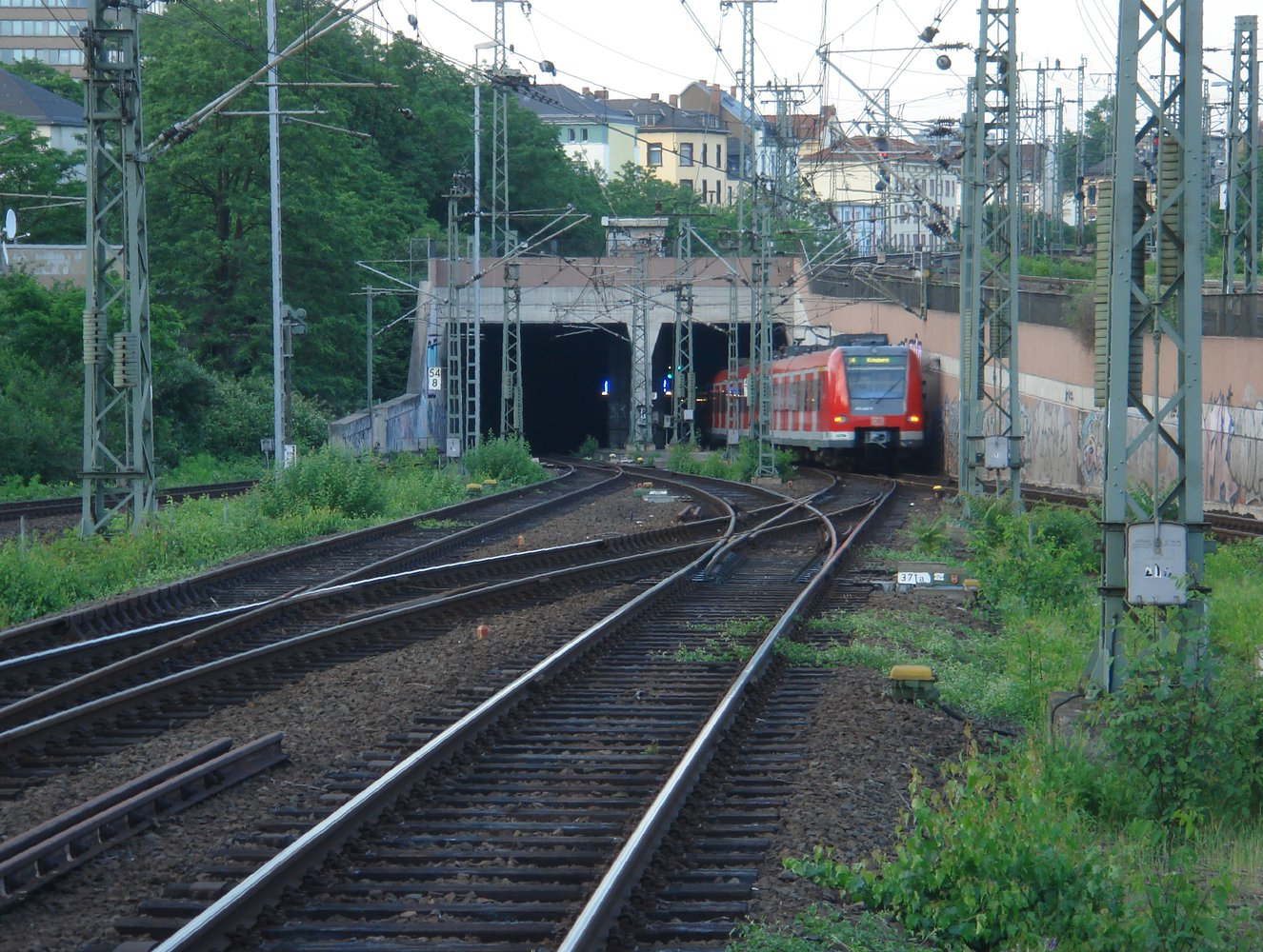
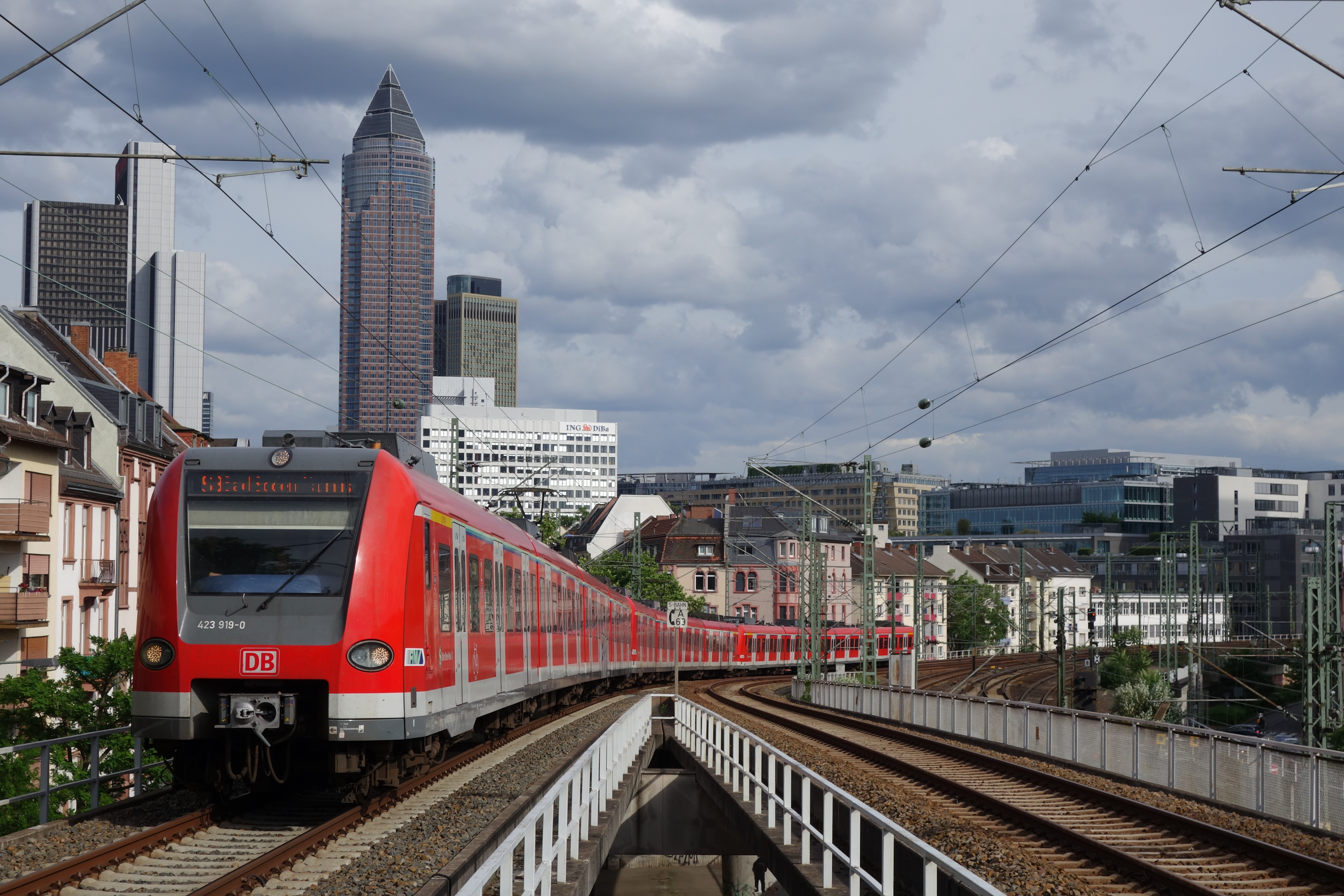
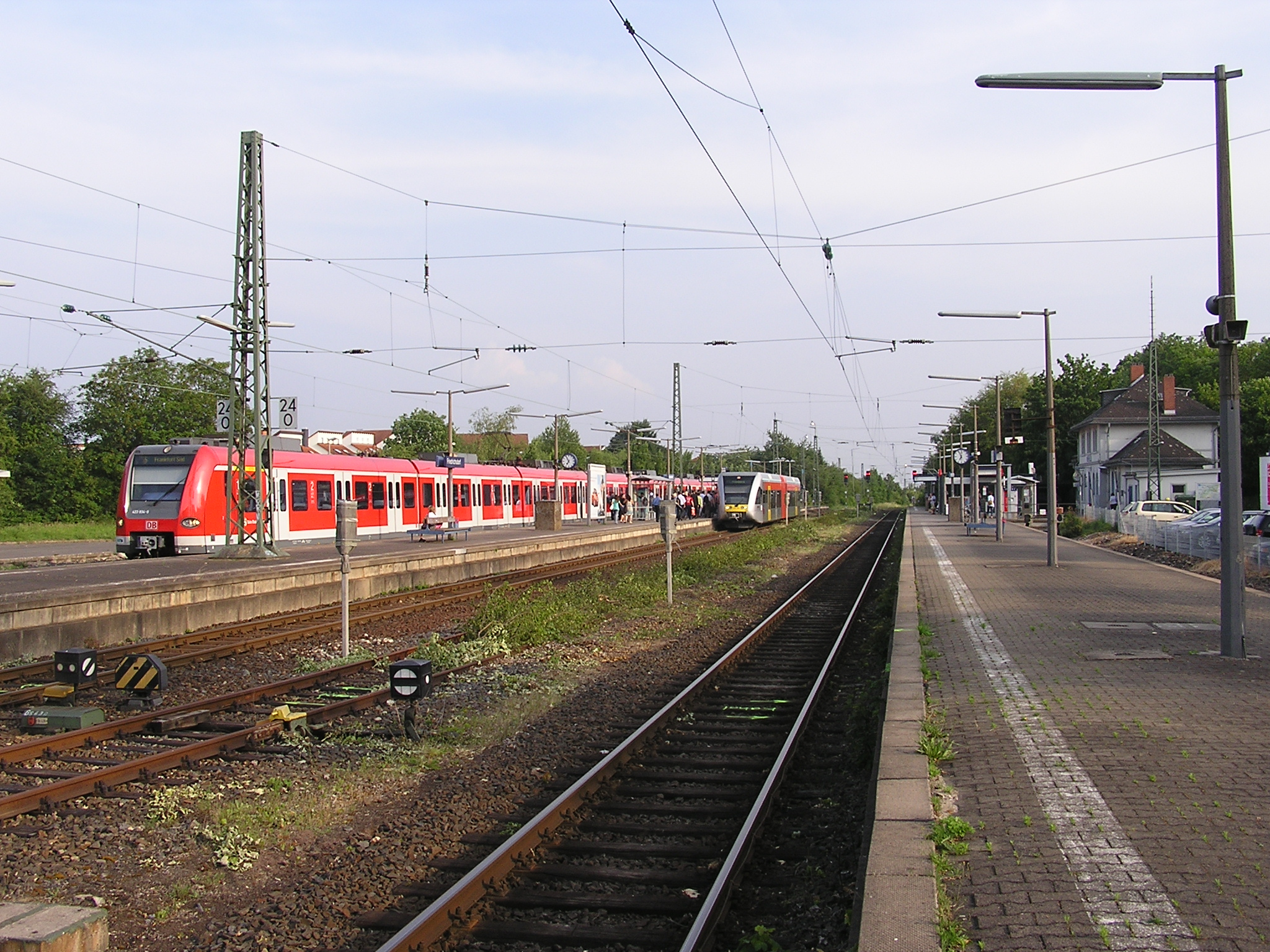

In dit overzicht staan eveneens treinen van de Deutsche Bundesbahn (DB) en van de Deutsche Reichsbahn (DR)